# 社区领导 (纳粹党)
社区领导（Gemeinschaftsleiter）是纳粹党在1939至1945年間設置的一个政治衔级。该衔级取代了取代旧的据点领导职衔，纳粹党的地方党组织经常将“社区领导”职衔授予其在地方区域的二号人物，即地方集团长官的副手。